# Broadcasting...
Broadcasting... è il terzo album di studio del gruppo hardcore punk canadese Comeback Kid, pubblicato il 20 febbraio 2007 dalla Victory Records. È il primo album con Andrew Neufield alla voce, dopo l'addio di Scott Wade. Broadcasting... ha raggiunto la 129ª posizione della Billboard 200, la terza della Top Heatseekers e la decima della Independent Albums.

## Tracce
1. Defeated – 3:16
2. Broadcasting... – 3:53
3. Hailing on Me – 2:59
4. The Blackstone – 2:54
5. Industry Standards – 3:38
6. Give'r (Reprise) – 1:07
7. One Left Satisfied – 3:50
8. Come Around – 2:31
9. In Case of Fire – 2:50
10. Market Demands – 3:05
11. In/Tuition – 3:05

La versione giapponese del disco include il video musicale di Wake the Dead, tratta dall'album precedente.

## Formazione
- Andrew Neufield - voce, chitarra
- Jeremy Hiebert - chitarra
- Kyle Profeta - batteria
- Kevin Call - basso